# Jinjiang
Jinjiang léase Chiín-Chiáng (en chino:锦江区, pinyin:Jǐnjiāng Qū) es un distrito urbano bajo la administración directa de la Subprovincia de Chengdu, capital provincial de Sichuan. Se estableció el 1 de enero de 1991, nombrado por el origen histórico del Río Jinjiang. El distrito yace en una llanura con una altitud promedio de 500 m s. n. m., ubicada en el centro financiero de la ciudad. Su área total es casi netamente urbana con 61 km² y su población proyectada para 2016 fue de 537 500 habitantes.

## Administración
El distrito de Jinjiang se divide en 16 pueblos que se administran en subdistritos.
Dū yuàn jiē jiēdào, Yánshìkǒu jiēdào, Chūn xī lù jiēdào, Shūyuàn jiē jiēdào, Hé jiāng tíng jiēdào, Shuǐjǐngfāng jiēdào, Niúshì kǒu jiēdào, Lóngzhōu lù jiēdào, Shuāng guì lù jiēdào, Lián xīn jiēdào, Shāhé jiēdào, Dōng guāng jiēdào, Shīzi shān jiēdào, Liǔjiāng jiēdào, Chénglóng lù jiēdào y Sān shèng jiēdào.

## Historia
En la Dinastía Qin la zona pertenecía al Condado Chengdu (成都县), en la Dinastía Tang (643) el condado se dividió y se instaló el condado Ji (蜀县) y en el primer año de la Dinastía Yuan pasó a llamarse condado Huayang (华阳县).
En 1953 el condado pasó a llamarse Distrito Dongcheng (东城区), en 1955 el Distrito Wangjiang (望江区) se fusionó con el Distrito Dongcheng. El distrito de Dongcheng fue revocado en 1990, y su parte principal fue reubicada en el distrito de Jinjiang.
En 1997, el distrito de Jinjiang cubre un área de 62,1 kilómetros cuadrados y contó con una población de 413 mil habitantes. Administraba 17 subdistritos y 2 villas, y en el 2000 se le añade un subdistrito. En el 2004 se disolvieron las villas y 2 subdistritos quedando con la administración actual.

## Economía
El distrito de Jinjiang se estableció en el antiguo Condado Huayang (华阳县, fundado en el año 758), lo cual cuenta con una larga historia de negocios. Desde comienzos de la Dinastía Tang, el condado de Huayang fue aclamado como el "negocio occidental de la China". 
A principios de 2014, el Centro Financiero Internacional de Chengdu abrió sus puertas al público con un área total de construcción de aproximadamente 760,000 metros cuadrados
En 2016, el valor de la producción agrícola total alcanzó los 106 millones de yuanes, un aumento interanual del 0,7%. El área de tierra cultivada de toda la región es de 7 km², lo que representa menos del 12% del área total del distrito.
En septiembre de 2018, el Distrito ocupó el puesto 69 de las 100 mejores regiones de desarrollo de alta calidad en China 2018.